# Эдсхед, Джон
Джон Эдсхед (англ. John Adshead; род. 27 марта 1942, Флитвуд, Ланкашир, Англия) — английский и новозеландский тренер. Был главным тренером сборной Новой Зеландии, которая под его руководством впервые попала на чемпионат мира.

## Биография
Родился в городе Флитвуд, Ланкашир, Англия. Всю свою карьеру футболиста провёл в клубе «Сидмут», закончил играть в футбол в 22 года из-за травмы. Позднее работал тренером в Западной Австралии.
В 1976 году устроился главным тренером в новозеландский клуб «Манурева», с которым в 1978 году выиграл Кубок Чэтэм и вывел в высший дивизион Новой Зеландии. В 1979 году назначен главным тренером сборную Новой Зеландии. Преодолев в квалификации к Чемпионату Мира 1982 были обыграны Австралия Руди Гутендорфа, Индонезии, Фиджи и Тайваня в первом отборочном раунде и одолев финальном раунде сборную Китая впервые получили шанс учувствовать в чемпионате мира. Новая Зеландия установила в этом отборочном турнире множество рекордов. Они сыграли 15 матчей отборочного турнира, преодолев для этого 55000 миль. Их счёт 13-0 в матче против Фиджи стал на тот момент рекордом чемпионатов мира, также как и 6 голов, забитых в этом матче Стив Самнер. Также их вратарь Ричард Уилсон установил рекорд чемпионатов мира, простояв 921 минуту «всухую». Следующая возможность выступать на Чемпионате мира произошла только спустя 28 лет. Новая Зеландия уступила во всех трех матчах на Чемпионате, против Шотландии (5-2), Советского Союза (3-0) и Бразилии (4-0).
Позднее возглавлял клубы «Ист Кост Бэйс» и «Маунт Веллингтон», в 90-х вернулся в Западную Австралию, а позднее отправился в Оман, где занимался развитием детского футбола и руководил сборной Омана до 17 лет, с которой участвовал в Чемпионате мира 1995 среди юношеских команд.
В 2005 году вернулся в Новую Зеландию, где возглавил «Нью Зиланд Найтс» для участия в первом сезоне А-Лиги. Плохие результаты клуба и подозрение в заболевании раком привели к завершении активной карьеры тренера после окончания сезона.
В 2013 году за заслуги перед Новой Зеландией был награжден Орденом Заслуг.